# اوکراین عثمانی

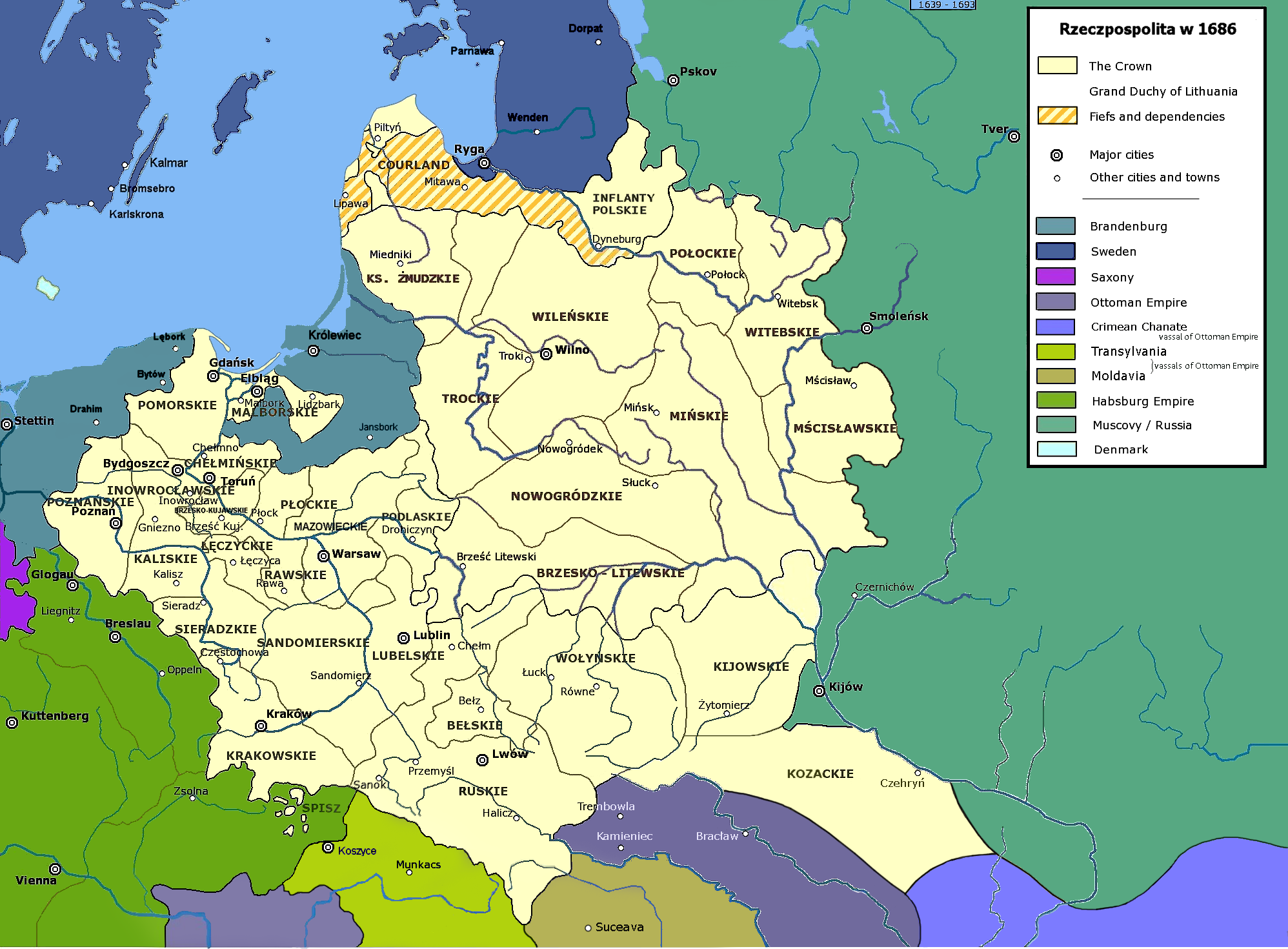
نقشه سال ۱۶۸۶ مشترک‌المنافع لهستان - لیتوانیای در طول جنگ مقدس. در جنوب‌شرقی مشترک‌المنافع، قلمرو امپراتوری عثمانی در اوکراین (اوکراین عثمانی) قرار دارد که شامل شهرهایی مانند براتسلاو، کامیانتس-پودیلسکی و تربوولیا و مرز رودخانه با دنیپور با مسکو است.

اوکراین عثمانی (اوکراینی: Османська Україна)، یا خان اوکراین (اوکراینی: Ханська Україна، رومانیایی: Ucraina Hanului) اصطلاحی تاریخی برای منطقه شرقی اوکراین (و مناطق جنوبی سلطنت کیف) است همچنین به نام تُرکی آن یِدی‌سن نیز شناخته می‌شود. اولین سوابق ذکر شده مربوط به سال ۱۷۳۷میلادی است که مأمور مخفی روسی لوپول خواستار حمله به اوکراین عثمانی بود.
به طور رسمی، این قلمرو از دهه ۱۵۲۰میلادی به خانات کریمه تعلق داشت. این سرزمین در نتیجه پیمان آندروسوف در سال ۱۶۶۷میلادی ظاهر شد، که هتمانات قزاق را بدون در نظر گرفتن جمعیت محلی بین سلطنت لهستان و مسکو تقسیم کرد. از سال ۱۶۶۹میلادی مقامات امپراتوری عثمانی به ایالت قزاق در غرب دنیپر پرداختند و آن را به عنوان یک سنجاق جداگانه تعیین کردند که رئیس آن هتمن پترو دوروشنکو بود.
بین سال های ۱۶۷۷میلادی و ۱۶۷۸میلادی ارتش قدرتمندی از ابراهیم پاشا بر سر کنترل چیهیرین با روسیه وارد نبرد شد (نگاه کنید به جنگ روسیه و ترک‌ها ۱۶۷۶–۱۶۸۱ میلادی). سرانجام، ارتش وزیر اعظم عثمانی، قارامصطفی پاشا در به دست گرفتن کنترل چیهیرین در سال ۱۶۷۸میلادی موفق بود. شهر نمیریوف بین سالهای ۱۶۷۰میلادی و ۱۶۹۹میلادی به اقامتگاه هتمان تبدیل شد. در سال ۱۶۸۵میلادی ، پادشاه لهستان برخی از آزادی های قزاقستانی ها را در ساحل اوکراین احیا کرد و پیمان صلح ابدی را در سال ۱۶۸۶میلادی امضا کرد، و موسکو اتحادی علیه امپراتوری عثمانی امضا کرد.

## بیگ‌ها
- 1669–1676 Petro Doroshenko
- 1678–1681 Yuriy Khmelnytsky
- 1681–1684 George Ducas
- 1684–1685 Teodor Sulymenko
- 1685–1685 Yakym Samchenko
- 1685–1685 Yuriy Khmelnytsky
- 1685–1695 Stepan Lozynsky
- 1695–1698 Ivan Bahaty
- 1698–1699 Petro Ivanenko